# NGC 7319
NGC 7319 es una galaxia espiral barrada perteneciente al Quinteto de Stephan situada en la dirección de la constelación de Pegaso. Posee una magnitud aparente de 13,3, una declinación de +33°58′33″ y una ascensión recta de 22 horas, 36 minutos y 3,5 segundos.